# Fujiwara no Yorinaga
Fujiwara no Yorinaga (藤原頼長, [[[1120]] - 1156] Erro: {{japonês}}: texto da transliteração contém caractere não latino (pos 19) (ajuda)) , também chamado de Uji no Sadaijin ou Uji no Akusafu, foi um membro da corte e político do final do Período Heian da história do Japão.

## Vida
Yorinaga ascendeu rapidamente na hierarquia política já aos 17 anos de idade foi nomeado Naidaijin. Em 1150, foi nomeado Sadaijin, o mais alto posto abaixo do Sekkan (Regente).
Yorinaga foi um dos últimos grandes defensores da outrora poderosa Regência Fujiwara, que foi dominante no Japão entre 794 e 967. Além de suas aspirações políticas, Yorinaga era um estudioso em lógica indiana e outros estudos estrangeiros.
Fez muitos inimigos e contava com a desaprovação do Imperador Konoe e seu mestre de marionetes na clausura Toba. Em 1155, quando Konoe morreu e uma disputa sobre a sucessão do trono do Crisântemo surgiu. Depois de muita discussão, outro filho do ex-imperador Toba tornou-se o Imperador Go-Shirakawa. Este foi o pior resultado na visão de Yorinaga. Além de tudo isso, lhe foi recusada a posição de Sesshō do herdeiro apesar de suas qualificações.

## Rebelião Hōgen
Depois de se sentir insultado por Go-Shirakawa, Yorinaga passa a apoiar Sutoku, outro filho de Toba. Em 1142, Sutoku nutria a expectativa de que seu filho iria suceder Konoe no trono. Mas as esperanças de Sutoku foram frustradas com a ascensão de Go-Shirakawa.
Então Sutoku e Yorinaga passam a arregimentar tropas nas províncias periféricas, com o objetivo de marchar sobre a capital. As forças do Imperador Go-Shirakawa com o apoio de Fujiwara no Tadamichi, irmão de Yorinaga, derrotaram as forças do ex-imperador Sutoku. Isso abriu caminho para Go-Shirakawa abdicar mas continuar a exercer poderes imperiais sem restrições. Go-Shirakawa tornou-se o novo imperador em clausura em 1158, e continuará a exercer seu poder durante os reinados de cinco imperadores: Imperador Nijo, Imperador Rokujo, Imperador Takakura, Imperador Antoku e Imperador Go-Toba. Sua influência só cessou com a sua morte em 1192. Sutoku foi banido para Província de Sanuki em Shikoku; Fujiwara no Yorinaga foi morto em batalha, e Minamoto no Tameyoshi e Taira no Tadamasa foram executados. Minamoto no Tametomo sobreviveu à batalha, mas foi forçado a fugir. Minamoto no Yoshitomo tornou-se chefe de seu clã depois da morte de seu pai e, juntamente com Taira no Kiyomori, conseguiram estabelecer os dois clãs samurais como os novos poderes políticos principais em Kyoto.

## O legado de Yorinaga
Dentro da história japonesa, Yorinaga é lembrado por sua coragem e determinação, muito mais que pela causa perdida. Sua luta foi um fracasso político, a história raramente presta atenção detalhada na evolução política que estava ocorrendo em meados do Século XII. Sua morte simbolizava o início da supremacia dos Samurais e de um Estado em guerra, que existiu no Japão (do Período Kamakura ao Período Azuchi-Momoyama) até a unificação sob Tokugawa Ieyasu por volta de 1600.
| Precedido por Minamoto no Arihito  | 41º Sadaijin (1149 - 1155)  | Sucedido por Tokudaiji Saneyoshi  |
| Precedido por Fujiwara no Munetada | 13º Naidaijin (1136 - 1149) | Sucedido por Minamoto no Masasada |